# لژبان
لُژبان (Lojban) زبانی‌است فراساخته و مهندسی‌شده بر پایه منطق مسند و فاقد ابهامات نحوی زبان‌های بشری. لژبان در پی اختلافات حقوقی که در مورد کپی‌رایت در زبان لُگلان پدید آمد، ابداع گردید. زبان لگلان در سال ۱۹۵۵ توسط جیمز کوک براون اختراع شده بود. لژبان شباهت بسیار زیادی به لگلان دارد و تنها به‌خاطر احتراز از مشکلات حقوقی، فقط ریشهٔ کلمات در آن قدری متفاوت با لگلان انتخاب شده‌است. توسعهٔ لژبان از سال ۱۹۸۷ میلادی و از سوی گروه زبان منطقی (به انگلیسی: The Logical Language Group (LLG)) آغازشد. خط مبنای این پروژه در ۱۹۹۷ انجام‌پذیرفت. سرچشمهٔ اصلی واژگان این زبان، شش زبان پرگویشور جهان در سال ۱۹۸۷ -دربرگیرندهٔ ماندارین، انگلیسی، هندی، اسپانیایی، روسی و عربی می‌باشد
نام لژبان برگرفته از دو واژهٔ logji به معنای منطقی و bangu به معنای زبان می‌باشد.

## آواشناسی و نگارش
|                           | همخوان‌ها | همخوان‌ها  | همخوان‌ها | همخوان‌ها  | همخوان‌ها | همخوان‌ها  | همخوان‌ها | همخوان‌ها | همخوان‌ها | همخوان‌ها | همخوان‌ها | همخوان‌ها | همخوان‌ها | همخوان‌ها | همخوان‌ها  | همخوان‌ها | همخوان‌ها | کاراکترهای کمکی | کاراکترهای کمکی | کاراکترهای کمکی |
| ------------------------- | -------- | --------- | -------- | --------- | -------- | --------- | -------- | -------- | -------- | -------- | -------- | -------- | -------- | -------- | --------- | -------- | -------- | --------------- | --------------- | --------------- |
| الفبای آوانگاری بین‌المللی | [b]      | [ʃ] ([ʂ]) | [d]      | [f] ([ɸ]) | [ɡ]      | [ʒ] ([ʐ]) | [k]      | [l]      | [m]      | [n]      | [p]      | [r]      | [s]      | [t]      | [v] ([β]) | [x]      | [z]      | [h] ([θ])       | [ʔ]             | .               |
| الفبای لاتین              | b        | c         | d        | f         | g        | j         | k        | l        | m        | n        | p        | r        | s        | t        | v         | x        | z        | '               | .               | ,               |

|       | واکه‌ها    | واکه‌ها  | واکه‌ها | واکه‌ها    | واکه‌ها | واکه‌ها |
| ----- | --------- | ------- | ------ | --------- | ------ | ------ |
| IPA   | [a] ([ɑ]) | [ɛ] (e) | [i]    | [o] ([ɔ]) | [u]    | [ə]    |
| لاتین | a         | e       | i      | o         | u      | y      |

## نمونه
- pe'u: خواهشمندم
- ki'e: سپاس‌گزارم
- u'u: متأسفم
- mi na jimpe: نمی‌فهمم
- la'u ma: چقدر؟
- mi prami do: دوستت دارم

## جمعیت گویشوران
تعداد دقیق گویشوران لژبان مشخص نیست. برپایهٔ وبگاه Lojban.org تمرکز گویشوران لژبان در سه کشور استرالیا، ایالات متحده آمریکا و اسرائیل می‌باشد.